# Платте, Эвальд
Эвальд Платте (нем. Ewald Platte; 9 октября 1894, Гаршаген, ныне в составе Ремшайда — 27 декабря 1985, Опладен) — немецкий художник-экспрессионист.

## Биография
Эвальд Платте учился живописи в известной школе прикладных искусств Бармена (Kunstgewerbeschule Barmen) в 1909—1913 годах. Его учителями были Людвиг Фаренкрог (Ludwig Fahrenkrog) и Густав Витхюхтер (Gustav Wiethüchter, 1873—1946)). Ещё будучи студентом он выставлял свои произведения в картинной галерее в Бармене. Был участником Первой мировой войны с 1914 по 1918 годы. После войны вернулся в Бармен, где оказывал значительное влияние на художественные события Вупперталя как в 20-годы XX века, так и во время после Второй мировой войны. В 1920 году он присоединился к группе художников «Вуппер» (Die Wupper) и прогрессивному объединению художников «Молодой Рейнланд». Его картины выставлялись в Дюссельдорфе и Кёльне, в 1927 году он был приглашён с двумя произведениями в Гамбург на общеевропейскую выставку «Европейское искусство современников». Произведения Эвальда Платте выставлялись в США и Японии наряду с картинами Эмиля Нольде, Пабло Пикассо и Анри Матисса.
Нацисты отнесли произведения Платте к категории «дегенеративного» искусства. В 1938 году 15 его картин были изъяты из коллекции музея «Фон дер Гойдт» (Von der Heydt) г. Вупперталь (Wuppertal) и картинной галереи г. Бармен. В 1943 году при бомбёжке была разрушена его квартира вместе с находившимся в ней собранием картин. В 1945 году он вновь принялся за живопись, сюжетами которой стали пейзажи с изображением природы его родных мест. В 50-60-е годы XX столетия он был членом Западногерманского Союза Художников. В 1962 году в связи с авторской выставкой ему был вручён почётный знак вуппертальского музея «Фон дер Гойдт». В 1971 году музей «Фон дер Гойдт» выставлял его работы, выполненные изобретённой художником специальной восковой техникой. В историческом замке «Вассербург Хаус Гравен» (Wasserburg Haus Graven) в г. Лангенфельд неподалёку от Вупперталя проводилась с мая 2011 по июнь 2012 года выставка его работ.